# Displasia epifisaria múltiple
La displasia epifisaria múltiple es una enfermedad genética degenerativa que afecta el crecimiento y remodelación del hueso que forma parte del grupo de las displasias óseas. Se trata de una anomalía en el desarrollo de las epífisis del hueso, en la que hay una falta de osificación del extremo creciente del hueso. En consecuencia se producen deformidades óseas que afectan a las articulaciones y producen artrosis tempranas. Se transmite de forma autosómica dominante y está considerada como enfermedad rara por su baja prevalencia.

## Clasificación
1. La forma precoz es la displasia epifisaria múltiple del recién nacido o enfermedad de Conradi, es incompatible con la vida. Se caracteriza por talla corta, retraso mental, cataratas congénitas y calcificaciones traqueales.
2. La displasia epifisaria múltiple del adulto, también conocida como enfermedad de Fairbank.
3. Existe también una forma más leve conocida como enfermedad de Ribbing

## Características

La Displasia epifisaria múltiple se transmite con un patrón autosómico dominante

En la displasia epifisaria múltiple del adulto, a pesar de estar presente la enfermedad ya en nacimiento, las manifestaciones no suelen aparecer hasta el 1.º-10.º año de vida. Se trata de sujetos de estatura baja moderada y con inteligencia normal. Afecta, donde las deformidades epifisarias dan lugar a disfunción articular en forma de rigideces y/o limitaciones articulares, y posteriormente artrosis, muy frencuentemente en caderas, lo que les lleva a precisar con frecuencia una prótesis de cadera en la edad adulta temprana.
Los pacientes se ven afectados de fuertes dolores articulares que van aumentando en intensidad con el tiempo y extendiéndose limitando gravemente su movilidad y bienestar.
Un rasgo clínico típico que permite distinguirla de la enfermedad de Morquio, (una mucopolisacaridosis que también presenta talla corta y deformidades articulares) es que en la displasia epifisaria múltiple la columna vertebral no suele verse afectada. En el Morquio la afectación vertebral es frecuente y típica. Se asocia a otras enfermedades congénitas

## Diagnóstico
Las pruebas radiológicas suelen ser la clave del diagnóstico. Es recomendable confirmar el diagnóstico con una prueba genética que confirme el tipo de displasia. Los centros de osificación epifisarios suelen aparecer tarde, (retraso de edad ósea), y aparecen con una forma irregular, o incluso fragmentados, en las formas más graves. Muy importante comprobar que la afectación es múltiple.
- Caderas: La epífisis proximal del fémur se deforma, aplanándose, con parecido a una coxa vara. Aparece artrosis precoz, aunque sin quistes periarticulares.
- Rodillas: Cuadrangulación de los cóndilos del fémur. También es frecuente el genu valgo, (pudiendo ser planteable una osteotomía correctora).
- Tobillos: Un signo típico radiológico de esta enfermedad es la oblicuidad del pilón de la tibia.
- Manos y pies: Los metacarpianos y metatarsianos son cortos y con un crecimiento atrasado.
- La afectación de columna vertebral es menos intensa que en el Morquio, pero no imposible, pudiendo aparecer muescas e irregularidades en las apófisis anulares de T12 y L1.
- Codos.
- Hombros.
- Mandíbula.
- Muñecas.

## Tratamiento
No existe cura para la displasia epifisaria múltiple.
Uno de los principales problemas que se debe afrontar en esta enfermedad es el dolor crónico de intensidad de moderada a severa. El equipo médico suele tratarlo conjuntamente con antiinflamatorios no esteroideos (AINE) y analgésicos opioides. Frecuentemente se derivan los casos a Unidades del Dolor por su especialización y ampliación de tratamientos.
El equipo médico puede recomendar tratamiento quirúrgico, ya sea para corregir las deformidades (osteotomías femorales distales) o para implantar prótesis (cadera).
Ciertos estudios están alertando acerca de los problemas y efectos secundarios que el sobretratamiento quirúrgico puede ocasionar en el paciente.
La displasia epifisaria múltiple es una de las entidades que se encuentran actualmente en evaluación para definir la utilidad de la hormona de crecimiento humana biosintética y que requiere para su uso de un estudio prospectivo de seguridad y eficacia.